# Vader
Vejder (engl. Vader) je poljski det metal bend iz Olština.

## O bendu
Bend je osnovan je 1983. godine, a naziv je dao njegov osnivač, pevač i gitarista Pjotr Vivčarek prema liku Darta Vejdera iz filmskog serijala Zvezdani ratovi. Često je menjana postava, te je samo Vivčarek ostao kao jedini stalni član od osnivanja. Do sada su objavili ukupno sedam studijskih albuma, zasada poslednji Necropolis 2009. godine. Česte teme njihovih pesama su priče Hauarda Filipsa Lavkrafta.

## Članovi benda
Sadašnja postava
- Pjotr "Piter" Vivčarek - vokal, gitara (1983.-)
- Marek "Spajder" Pajak - gitara (2009.-)
- Pavel "Pol" Jaroševič - bubnjevi (2008.-)
- Tomaš "Rejaš" Rejek - bas gitara (2008.-)

## Diskografija
Studijski albumi
- (1993)
- (1995)
- (1997)
- (2000)
- (2002)
- (2004)
- (2006)
- (2009)
- (2011)
- (2014)
- (2016)
- (2020)

## Spoljašnje veze
- Zvanična prezentacija benda